# Matiari
Matiari (en ourdou : مٹیاری) est une ville pakistanaise capitale du district de Matiari, dans le centre de la province du Sind. Bien qu'elle soit le chef-lieu, ce n'est que la quatrième plus grande ville du district. Elle est située à moins de trente kilomètres au nord de Hyderabad.
La population de la ville a été multipliée par près de deux entre 1972 et 2017, passant de 11 997 habitants à 21 195. Entre 1998 et 2017, la croissance annuelle moyenne s'affiche à 1,4 %, inférieure supérieure à la moyenne nationale de 2,4 %.
|            | 1972 (rec.) | 1981 (rec.) | 1998 (rec.) | 2017 (rec.) |
| ---------- | ----------- | ----------- | ----------- | ----------- |
| Population | 11 997      | 12 878      | 16 336      | 21 195      |